# 穆兰昂日尔贝
穆兰昂日尔贝（法語：Moulins-Engilbert，法語發音：[mulɛ̃ ɑ̃ʒilbɛʁ]）是法国涅夫勒省的一个市镇，位于该省东部偏南，属于希农堡（城）区。

## 地理
穆兰昂日尔贝（46°59'14"N, 3°48'38"E）面积40.76 平方千米，位于法国勃艮第-弗朗什-孔泰大區涅夫勒省，该省份为法国中部省份，北至约讷省，西北接卢瓦雷省，西接谢尔省，南至阿列省，东南接索恩-卢瓦尔省，东临科多尔省。
与穆兰昂日尔贝接壤的市镇（或旧市镇、城区）包括：莫村、旺德内斯、利芒通、翁莱、普雷波尔谢、圣莱热德富日雷、塞尔马日。

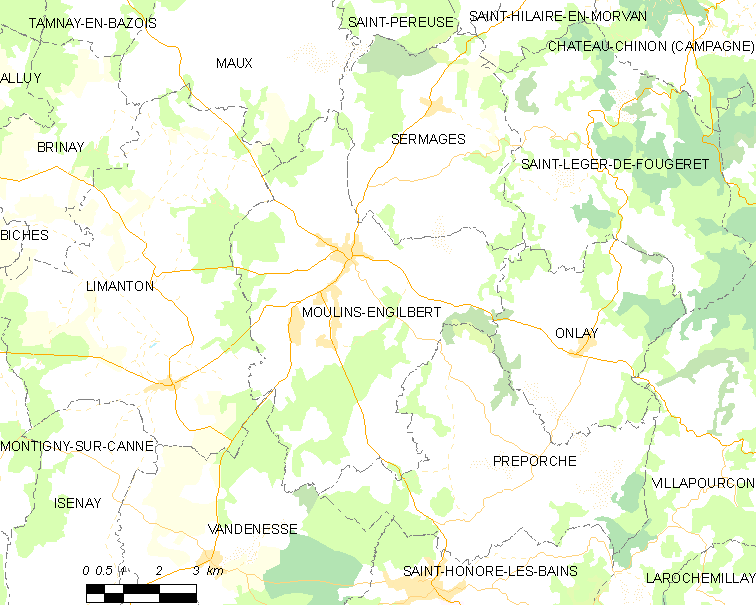
穆兰昂日尔贝的OSM定位图

穆兰昂日尔贝的时区为UTC+01:00、UTC+02:00（夏令时）。

## 行政
穆兰昂日尔贝的邮政编码为58290，INSEE市镇编码为58182。

## 政治
穆兰昂日尔贝所属的省级选区为吕济县。

## 人口

1962-2008年间穆兰昂日尔贝人口变化图示

穆兰昂日尔贝于2022年1月1日时的人口数量为1354人。